# Manuel San Martín
Manuel San Martín (Santiago de Compostela, 4 de noviembre de 1967) es un actor español.

## Biografía
Nacido en Santiago de Compostela. En su etapa escolar cursa un año en Inglemoor High School (Seattle, Washington) en Estados Unidos. Durante su etapa universitaria en la Facultad de Ciencias Económicas y Empresariales de la Universidad de Santiago de Compostela, forma parte de AIESEC y participa como delegado internacional en diferentes congresos. Realiza prácticas de marketing durante 6 meses en una empresa de Nuevo Brunswick, Canadá. A los 21 años se incorpora a una entidad bancaria como director de oficina. A los 26 lo nombran director del banco para Brasil y se desplaza a vivir a Río de Janeiro durante dos años. A su regreso abandona el banco para formarse y dedicarse a su verdadera vocación, la interpretación.
Se traslada a Los Angeles (California, Estados Unidos) donde se forma durante dos años en la Beverly Hills Playhouse, dirigida por Milton Katselas y participa en diversos cortometrajes y showcases. Al finalizar esa etapa de formación regresa a España donde desarrolla desde entonces una intensa y prolífica carrera de actor, especialmente en televisión.
En su primer papel como actor profesional interpreta a un joven soldado mexicano en el western The Long Kill (Bill Corcoran, 1999), producción estadounidense rodada en Almería y protagonizada por Kris Kristofferson y Willie Nelson. Ese mismo año interpreta al policía Díaz, en la miniserie Camino de Santiago (Robert Young, 1999), producida por Pío Núñez para Antena 3 y protagonizada por Anthony Quinn, Charlton Heston, Anne Archer, Joaquim de Almeida e Imanol Arias, entre otros. Al año siguiente tiene un papel relevante en la película Juego de Luna (Mónica Laguna, 2001) en la que forma triángulo amoroso con los personajes de Ana Torrent y Ernesto Alterio. En esos primeros años, participa en series de diferentes cadenas de televisión como Calle nueva (TVE), Manos a la obra (Antena 3) o Esencia de poder (Telecinco), hasta que en el año 2002 le ofrecen su primer papel protagonista, encarnando a Daniel Ferrer en una serie diaria que batió récords de audiencia: Géminis, venganza de amor (TVE), adaptación para España de la telenovela venezolana La dama de rosa.
Al terminar Géminis se embarca en  Borrachera de pasión, una comedia teatral inspirada en el mundo de las telenovelas, en la que además de actor es productor y coguionista. Participa también en diversas producciones cinematográficas como The Tester (Fernando Núñez, 2003), Godspeed (Gustavo Ron, 2003) y El don de la duda (Alber Ponte, 2004).
Regresa a la televisión en el papel de Diego Santillana en Arrayán (Canal Sur) y tras dos temporadas en la exitosa serie, se traslada a Galicia para protagonizar, en el papel de Manuel Cabanas, la serie Libro de familia (TVG), liderando el prime time de los domingos durante nueve años (2004-2012) y 319 capítulos. Serie que en 2007 obtiene el premio a la Mejor Serie Autonómica de Ficción, que le otorga la Academia Española de Televisión, y en 2009 se convierte en la primera ficción de una cadena autonómica española que se estrena en un canal de Estados Unidos. Posteriormente, protagoniza la serie Chapa e pintura (TVG), una sitcom en la que da vida al personaje Raúl Rois. Es en la televisión autonómica de Galicia (TVG) donde ha centrado su actividad estos últimos años, en series como Urxencia Cero, Dalia, a modista, Viradeira o Serramoura. También ha encarnado al personaje histórico Mijaíl Ivánovich Teréshchenko en la coproducción internacional "A Espia", miniserie del canal RTP de Portugal.
Como productor (Areca Films) ha producido para TVG el programa de cámara oculta con niños E Agora Que? Criaturiñas en apuros, presentado por Diana Nogueira.

## Filmografía

### Televisión
- 2020 A Espia - RTP
- 2019 Serramoura - TVG
- 2019 La Que Se Avecina - Mediaset
- 2018 Viradeira - TVG
- 2016-2017 Dalia, a modista - TVG

- 2015-2016 Urxencia Cero - TVG
- 2013-2014 Chapa e pintura - TVG
- 2005-2013 Libro de familia - TVG
- 2004-2005 Arrayán - Canal Sur
- 2002-2003 Géminis, venganza de amor - TVE
- 2002 Mareas vivas - TVG
- 2001 Esencia de poder - Telecinco
- 2000 Manos a la obra - Antena 3
- 2000 Calle nueva - TVE
- 1999 Camino de Santiago - Antena 3

### Cine
- 2004 El Don de la Duda de Alber Ponte
- 2003 Godspeed de Gustavo Ron
- 2003 The Tester de Fernando Núñez
- 2001 El juego de Luna de Mónica Laguna
- 1999 The Long Kill de Bill Corcoran
- 1998 The Manager (cortometraje) de Phung Nguyen
- 1998 Cristero (cortometraje) de Nick Santana
- 1998 The Photographer (cortometraje) de Tom Williams

### Teatro
- 2003-2004 Borrachera de Pasión, de Pilar Massa

### Como productor
- 2015 E Agora Que? Criaturiñas en apuros - TVG
- 2013 Koneripatti. Las otras Navidades (documental)
- 2012 Golf & Celebrities